# Näsbyholms säteri

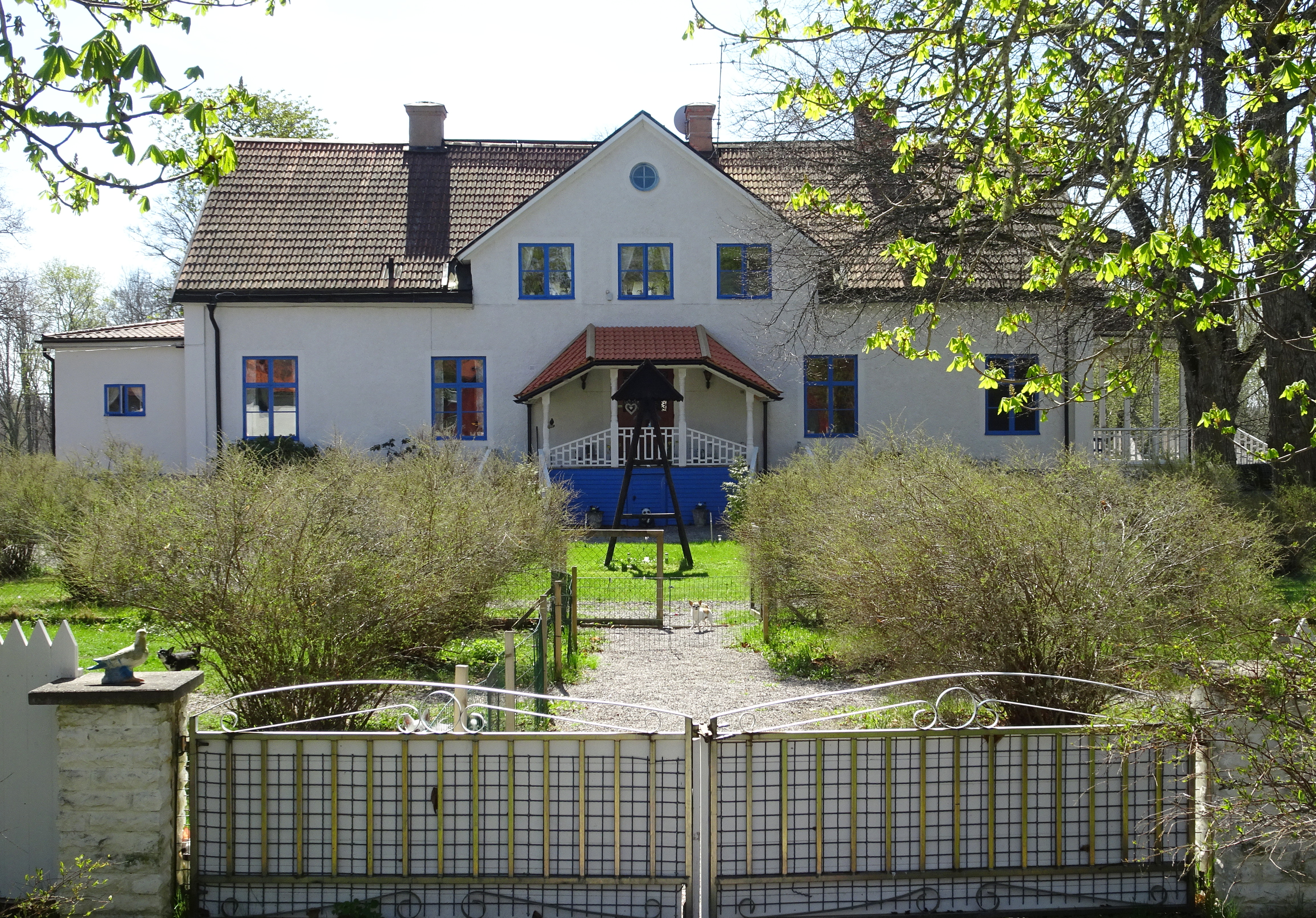
Näsbyholms säteri

Näsbyholms säteri (även Näsbyholms herrgård) är en herrgård och historiskt ett frälse-säteri i Härads socken, i nuvarande Strängnäs kommun i Södermanlands län.

## Historik

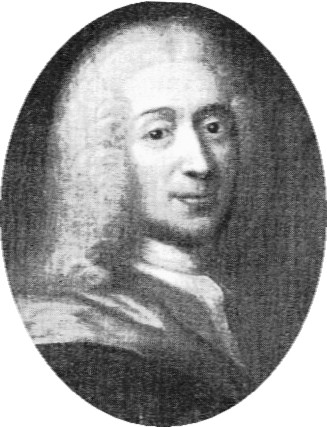
Carl Gustaf Billbergh.

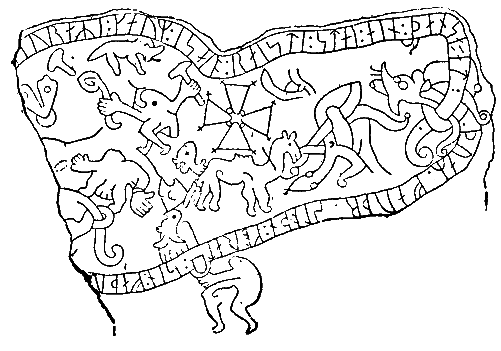
Runslingan på Gökstenen.

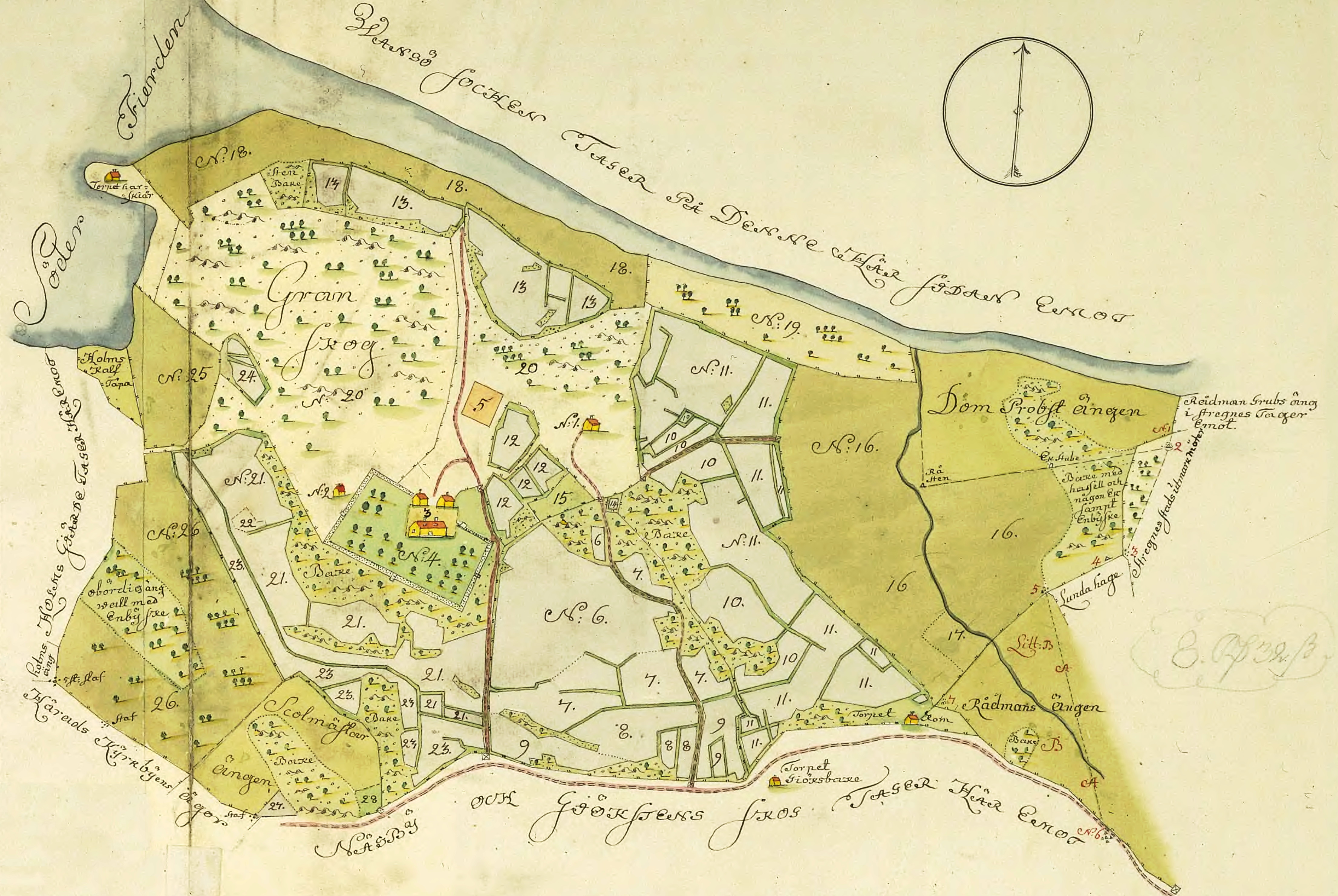
Näsbyholms ägor på 1740-talet.

Platsen var bebodd redan på forntiden som talrika fornfynd kan vittna om. Cirka 400 meter nordost om gården återfinns Gökstenen, ett runblock från vikingatiden.
Näsbyholm har tidigare bestått av tre mindre gårdar: Näsby, Holm och Göksten. Dessa ägdes dels av riksdrotsen greve Per Brahe den äldre, dels dennes svåger, riksrådet friherren Erik Gustafsson (Stenbock). På 1500-talet sammanslogs egendomarna till en enda gård som kallades Näsbyholm. År 1599 indrogs godset till kronan men återställdes 1603 till Stenbocks änka Malin Sture.
År 1630 hade Näsbyholm övergått till landshövdingen Bengt Kafle, vars svärson, majoren Sven Uggla, ärvde gården och bebyggde den till säteri. Så stannade den inom släkten Uggla fram till början av 1690-talet. Därefter övergick Näsbyholm till Sven Ugglas svärson, generalmajoren Lars Hierta. Efter att Näsbyholm ägts av släkten Taube förvärvades egendomen 1735 av Carl Gustaf Bilberg (1690–1760) och gjordes 1758 av honom till fideikommiss inom adelssläkten Bilberg. Släkten utdog dock år 1806.
Fideikommisset övertogs därför 1809 genom testamente av Billberghs kusin, viceamiralen friherre Henrik Johan Nauckhoff. Därefter stannade godset som fideikommiss inom släkten Nauckhoff. Den siste var Hans Vilhelm Reinhold Nauckhoff (1909–1979) vilken upphävde fideikommisset 1975 och i släkten bildades ett fideikommisskapital. Efter Hans Nauckhoffs död ägdes Näsbyholm av dennes tre döttrar gemensamt.
Näsbyholm ägs nu (2018) av familjen Paus. Den nuvarande ägaren Greger Paus är son till godsägaren Herman Paus till Herresta (drygt 20 km fågelvägen österut från Näsbyholm) och grevinnan Tatiana Tolstoy, som var Leo Tolstojs barnbarn. Enda arvinge är Daria Paus. På gården finns bland annat hästverksamhet med uppfödning av Araber och Appaloosor samt en kennel för Chihuahua.

## Bebyggelsen
Huvudbebyggelsen består av corps de logi som flankeras av två fristående flygelbyggnader. Den västra flygelbyggnaden var ursprungligen köksflygeln. Husen är putsade och målade i vit kulör. Huvudbyggnaden har en våning under ett sadeltak. Mot entré- och gårdssidan finns en fronton. Flygelbyggnaderna är i en våning med pyramidtak. Mangårdsbyggnaden uppfördes omkring 1830 efter att den ursprungliga byggnaden från 1600-talet brann ner i slutet av 1820-talet. Flyglarna från ursprungstiden (1600-talet) är bevarade. Gårdens ekonomibyggnader härrör från 1880-talet eller tidigare.
På 1870-talet omfattade egendomen 500 tunnland skog- och hagmark, 152 tunnland åker och 80 tunnland äng. 1924 ägde Näsbyholm en areal av 1 165 hektar mark varav 305 hektar åker, och taxerades till 250 000 kronor. 1976 var arealen 750 hektar och taxeringsvärdet 2 500 000 kronor.

## Ägare
- Bengt Uggla
- Familjen Hierta
- Familjen Taube
- Familjen af Billbergh (fideikommissegendom från 1758)
- Familjen Nauckhoff
- Familjen Paus

## Historiska bilder

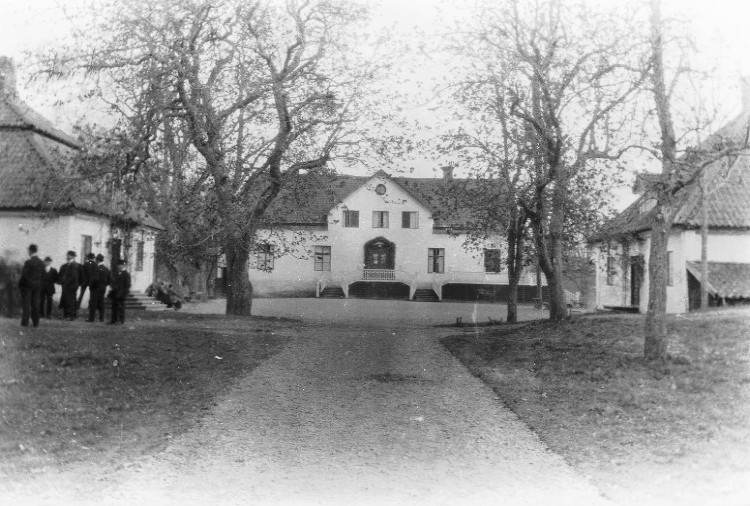
Huvudbyggnaden 1930
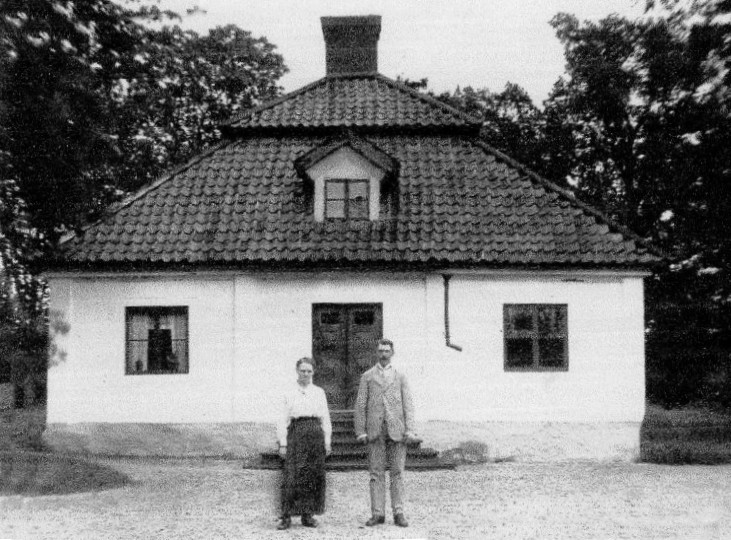
Flygeln 1921
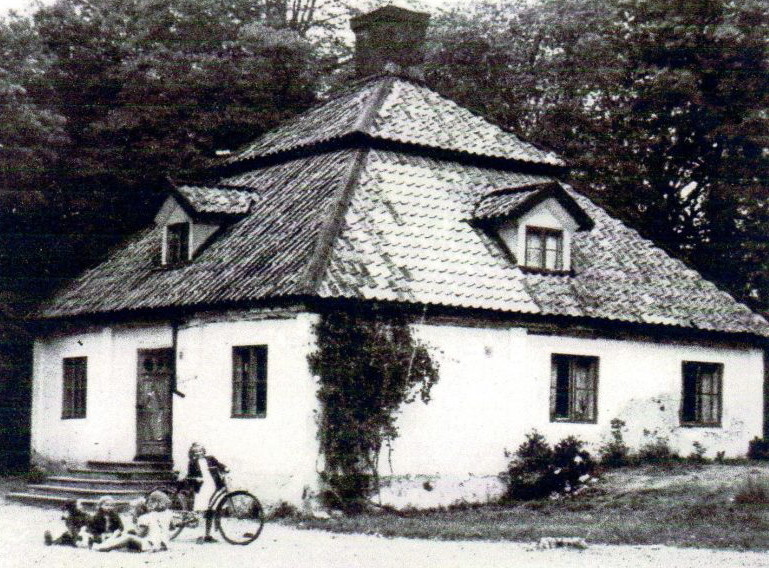
Flygeln 1945
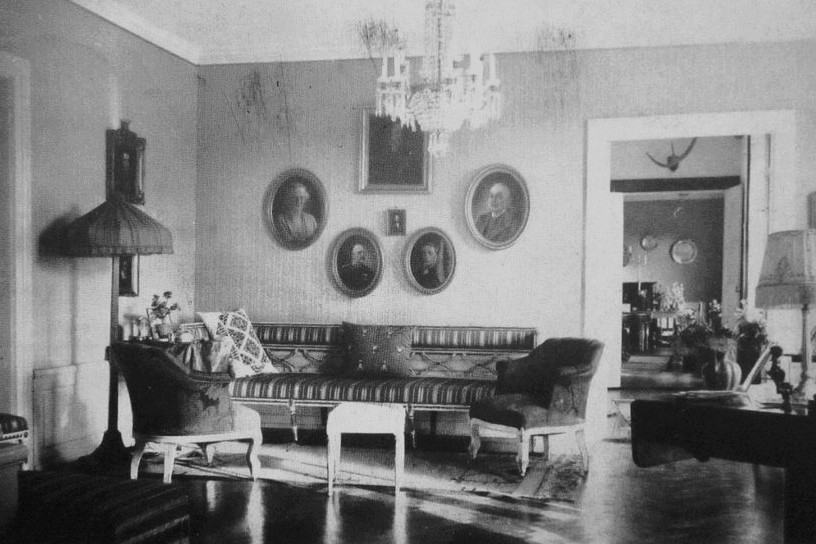
Salongen

## Nutida bilder

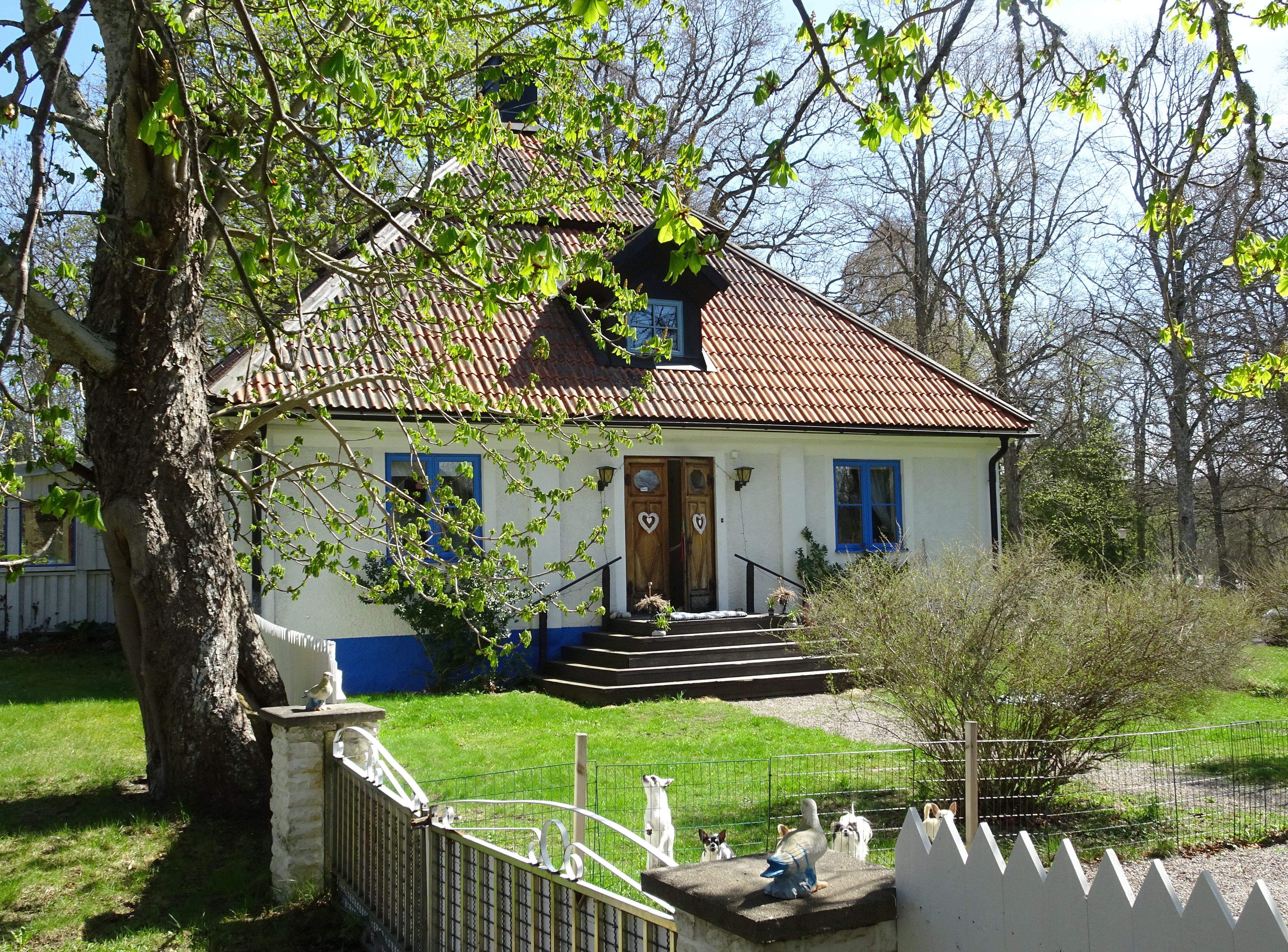
Östra flygeln
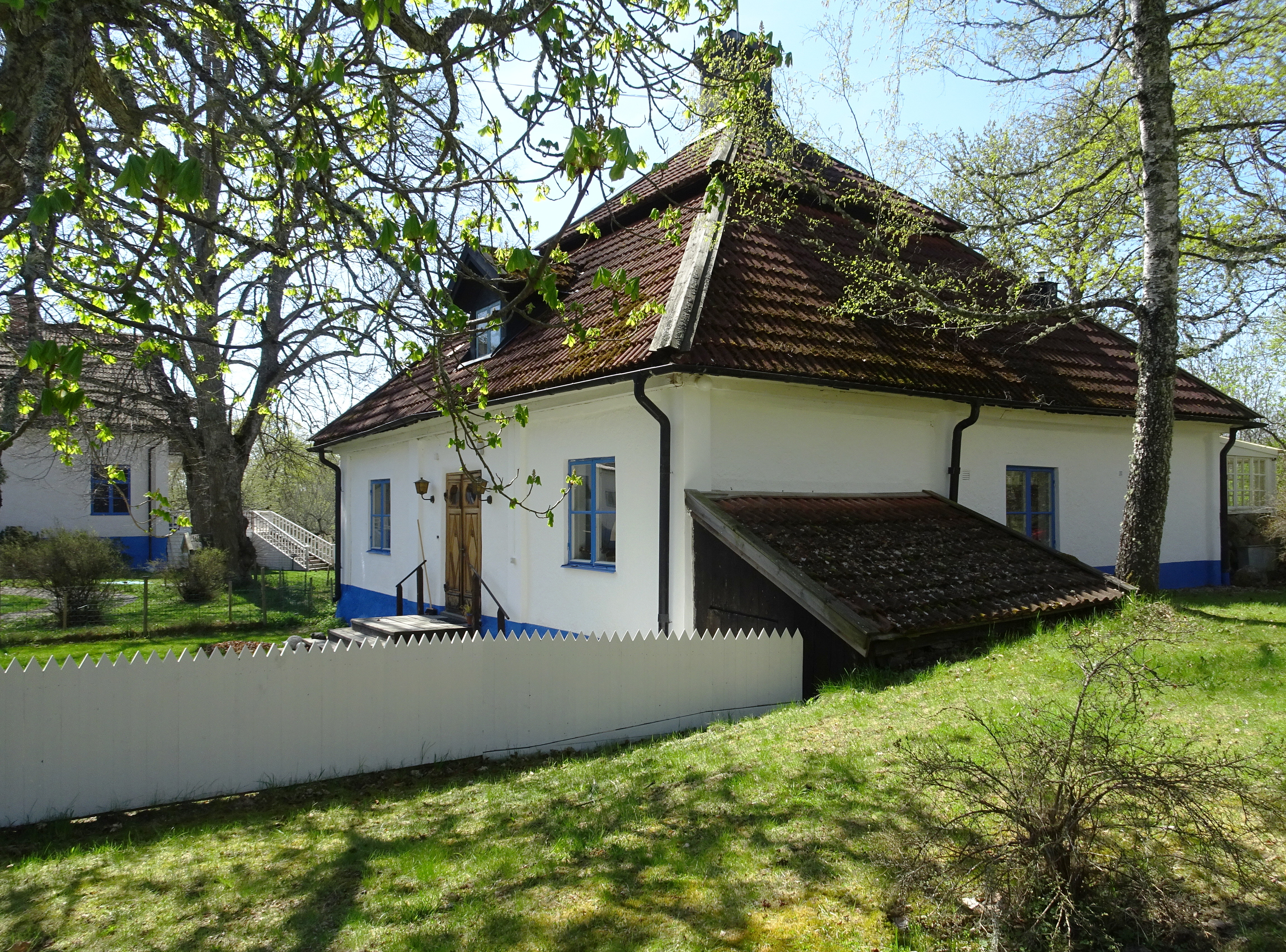
Västra flygeln
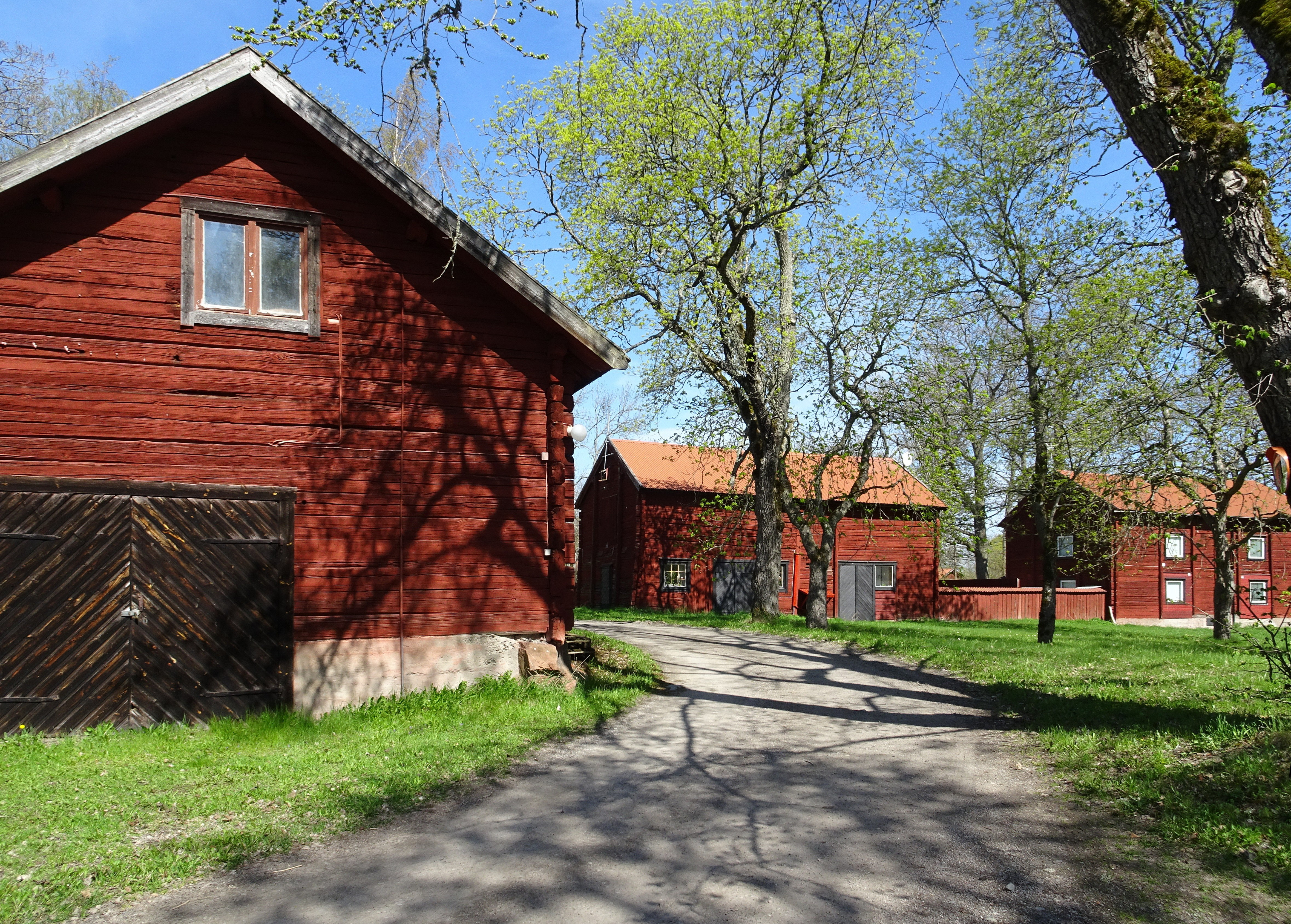
Gårdens ekonomibyggnader
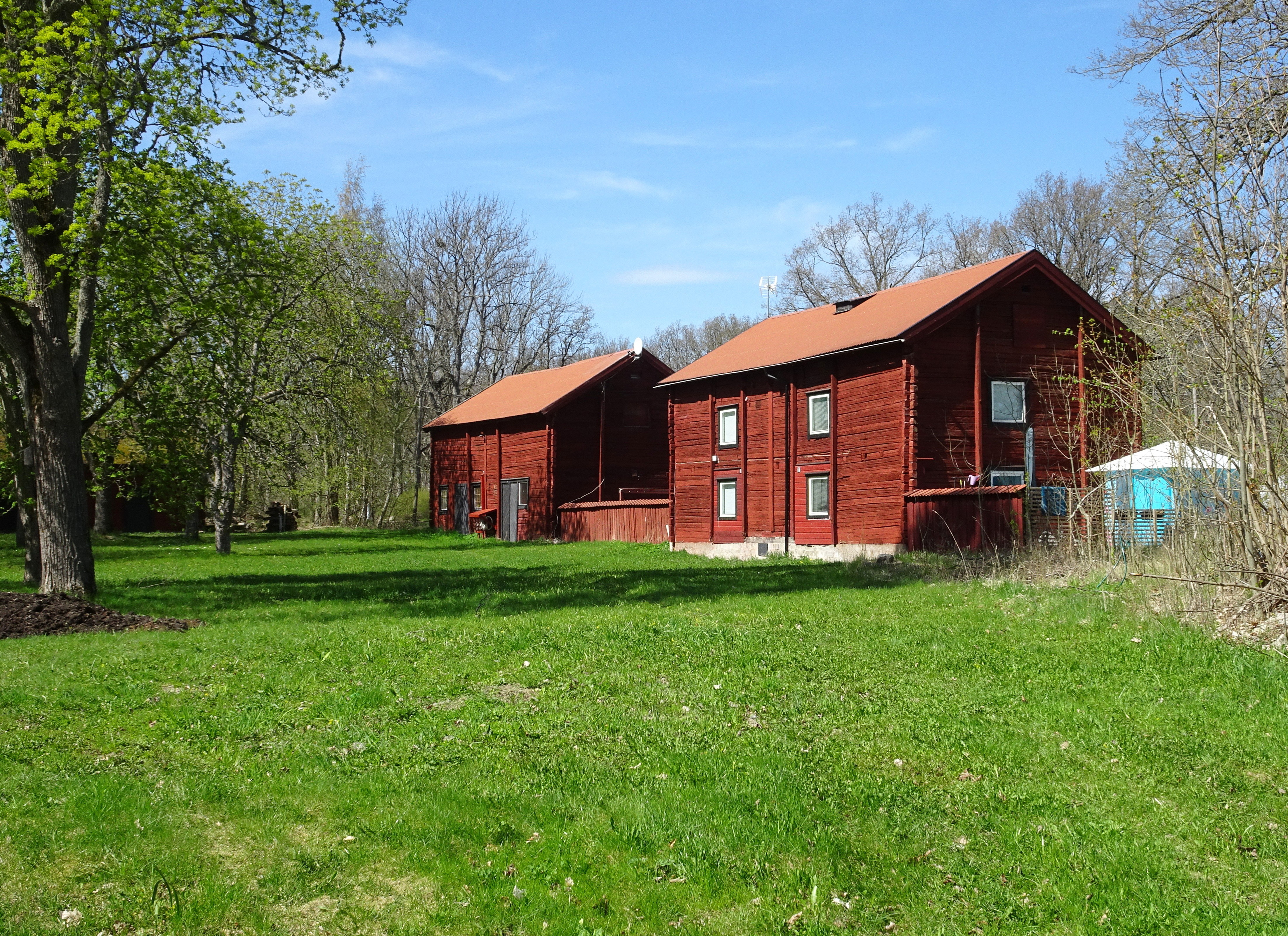
Gårdens ekonomibyggnader